# Полянка (Червенский район)
Полянка (бел. Палянка) — деревня в Червенском районе Минской области Беларуси. Входит в состав Ляденского сельсовета.

## Географическое положение
Расположена в 24 километрах к востоку от Червеня, в 76 км от Минска, в 24 км от станции Гродзянка линии Гродзянка—Верейцы.

## История
Населённый пункт Полянка упоминается ещё в XVII—XVIII веках в составе имения Игумен, принадлежавшего тогда Бречанским. В результате II раздела Речи Посполитой 1793 года вошла в состав Российской Империи. Согласно переписи населения Российской империи 1897 года усадьба, насчитывавшая 4 двора, где проживали 43 человека, и относившаяся к Юровичской волости Игуменского уезда Минской губернии. В начале XX века урочище Полянка, где было 4 двора и 34 жителя. На 1917 год в составе Хуторской волости существовали урочище Полянка, насчитывавшее 5 дворов и 23 жителя, урочище Полянка Ганутская, где было 4 двора, 16 жителей, и хутор Полянка Парфиалова из 2-х дворов. 20 августа 1924 года населённый пункт вошёл в состав вновь образованного Хуторского сельсовета Червенского района Минского округа (с 20 февраля 1938 — Минской области). Согласно переписи населения СССР 1926 года деревня Полянка состояла из 11 дворов, где проживали 52 человека, недалеко располагались одноименный хутор, где было 2 двора и 16 жителей, а также хутор Полянка-Нехось, насчитывавший 3 двора, 18 жителей. В 1929 году в деревне организован колхоз «Красная Полянка». Во время Великой Отечественной войны 7 жителей деревни не вернулись с фронта. На 1960 год население деревни составило 40 человек. В 1980-е годы деревня относилась к колхозу «Знамя Октября». На 1997 год здесь было 3 жилых дома и 9 жителей. 30 октября 2009 года в связи с упразднением Хуторского сельсовета вошла в состав Ляденского сельсовета. На 2013 год 2 жилых дома, 4 постоянных жителя.

## Население
- 1897 — 4 двора, 43 жителя
- начало XX века — 4 двора, 34 жителя
- 1917 — 5 дворов, 23 жителя (собственно Полянка)
- 1926 — 11 дворов, 52 жителя (собственно Полянка)
- 1960 — 40 жителей
- 1997 — 3 двора, 9 жителей
- 2013 — 2 двора, 4 жителя